# Seeversorgung

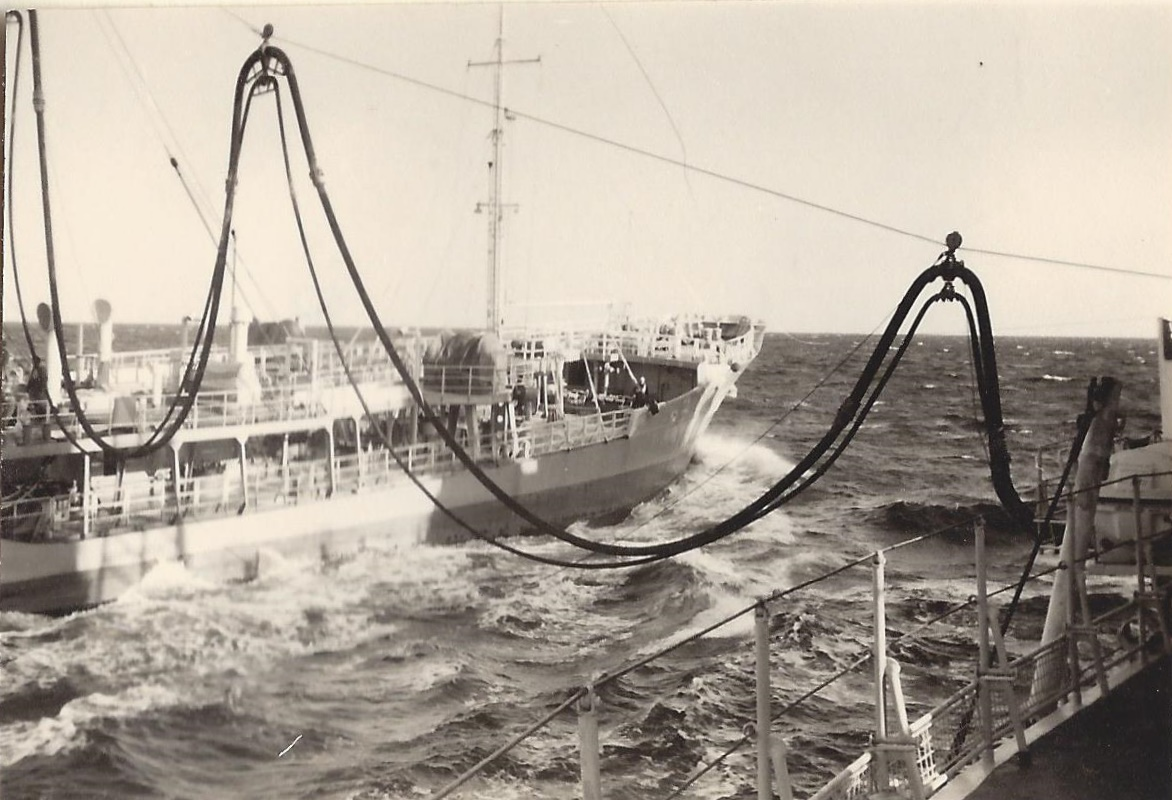
Tanker Harz versorgt Zerstörer Hamburg der Bundesmarine (1971)

Unter Seeversorgung (NATO: Replenishment at Sea/RAS oder Underway replenishment/UNREP) versteht man die Versorgung in See befindlicher Kriegsschiffe mit Betriebsstoffen, Ersatzteilen, Lebensmitteln, Munition und anderen Versorgungsgütern und die Personalübergabe. Durch Seeversorgungsmanöver kann die Seeausdauer eines Kriegsschiffs erheblich verlängert werden.

## Ablauf

### Betankung

Flagge Bravo

Standardablauf eines Betankungsmanövers:
1. Weiträumige Klärung des Seebereichs
2. Vorbereitungen sind die Montage des Tankstutzen und die Demontage der Reling.
3. Das Treibstoff benötigende Schiff läuft von Steuerbord achtern an den Versorger an und hält bei gleicher Geschwindigkeit parallelen Kurs im Abstand von 30 bis 60 Meter.
4. Das Herstellen der Verbindung erfolgt zuerst durch eine Leine, die mit der Bola von einem Schiff zum anderen geschossen wird.
5. An dieser Leine wird ein Draht übergeholt, der zwischen dem höchsten Punkt der Betankungsanlage und dem RAS-Baum gespannt wird, hieran läuft der Tankschlauch entlang.

In der Regel wird noch eine weitere Leinenverbindung zwischen den Bugs der beiden Schiffe hergestellt; an dieser sind kleine farbige Fähnchen befestigt, anhand derer die Entfernung zwischen den beiden Schiffen abgelesen werden kann, die sogenannte Abstandsleine.
Neben den allgemeinen Gefahren bei Kraftstoff- bzw. Munitionsübernahme (hier gilt für die Zeit des Manövers Rauchverbot auf dem gesamten Schiff) kommt bei der Versorgung in See noch eine weitere hinzu: Fahren die beiden Schiffe zu dicht beieinander, wird sich die Strömungsgeschwindigkeit des zwischen den Schiffen hindurchströmenden Wassers erhöhen, wodurch der Wasserdruck an dieser Stelle abnimmt (Venturi-Effekt). Dies kann dazu führen, dass die beiden Schiffsrümpfe aneinander gesaugt werden. Daher müssen im Vorfeld eines RAS-Manövers Geschwindigkeit und Abstand der Schiffe berechnet und dann präzise eingehalten werden. Hierbei wird in der Regel nur sehr erfahrenes Brückenpersonal eingesetzt.
Die gleichzeitige Kraftstoffversorgung von zwei Schiffen auf beiden Seiten des Tankers (Betriebsstofftransporters) ist möglich.
Nach Beendigung der Versorgung bedankt sich die übernehmende Einheit meistens mit einer besonderen Geste wie zum Beispiel dem Abspielen der Bordhymne oder eines anderen ausgewählten Musikstückes. Nach Übernahme von Bier wird die große Fahne der Brauerei gesetzt.

### Personentransfer

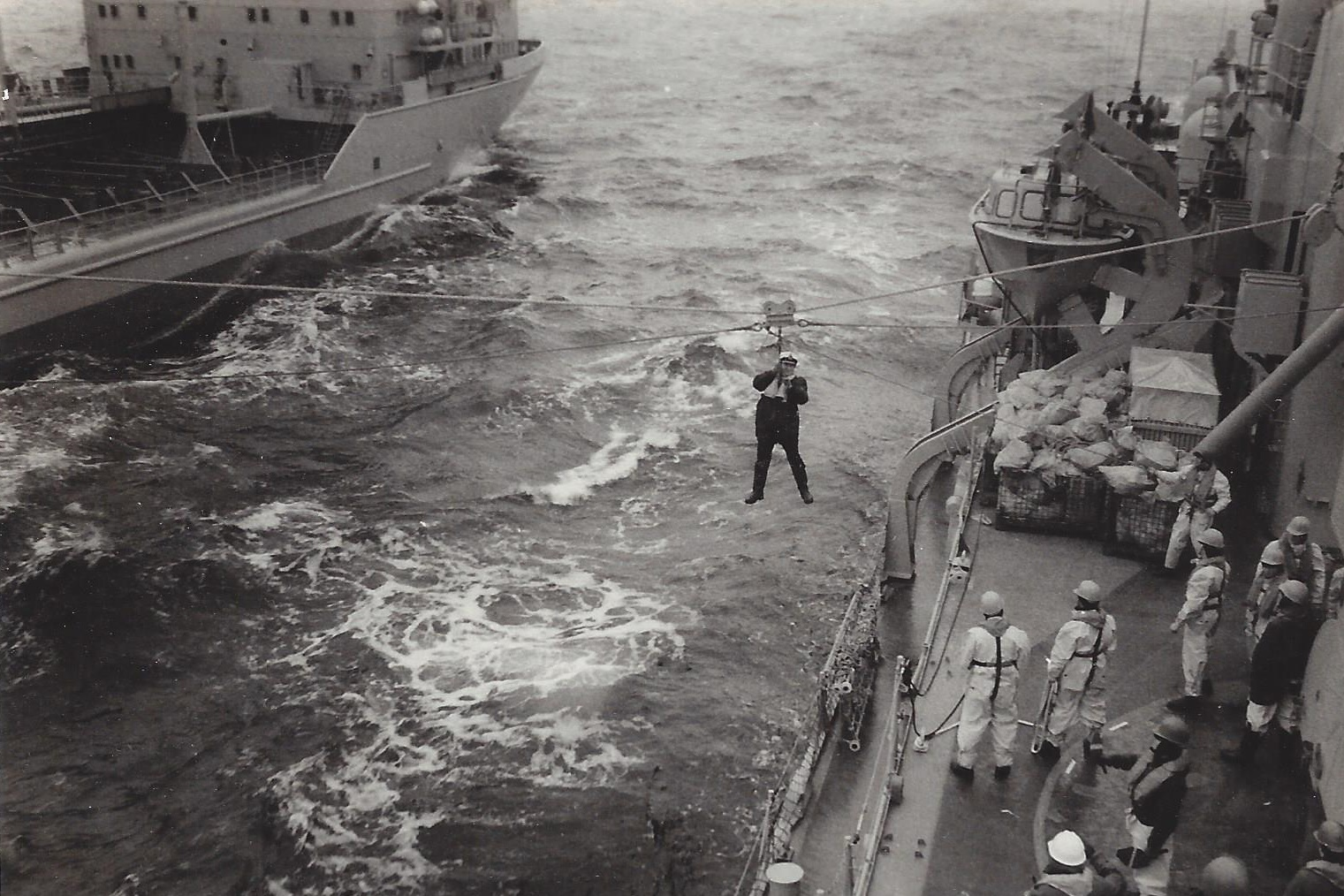
Personentransfer zwischen Zerstörer Lütjens und einem Tanker der Bundesmarine (1981)

Beim Geber ist die Manilaleine mittschiffs in Übermannshöhe festgelascht. Beim Nehmer wird das freie Ende über einen Block geführt und von (vielen) Besatzungsangehörigen gehalten. Nur Menschenkraft und -gespür kann die Leine trotz der seegangsbedingten Schwankungen straff halten. Auf der Manilaleine wird der Doppelrollenläufer mit der Hol- und Sicherungsleine herübergezogen. An ihm hängen Körbe oder Netze für den Materialtransfer. Personen werden in Käfigen, Hüftgurten oder Hosenbojen transportiert.

## Hubschrauber

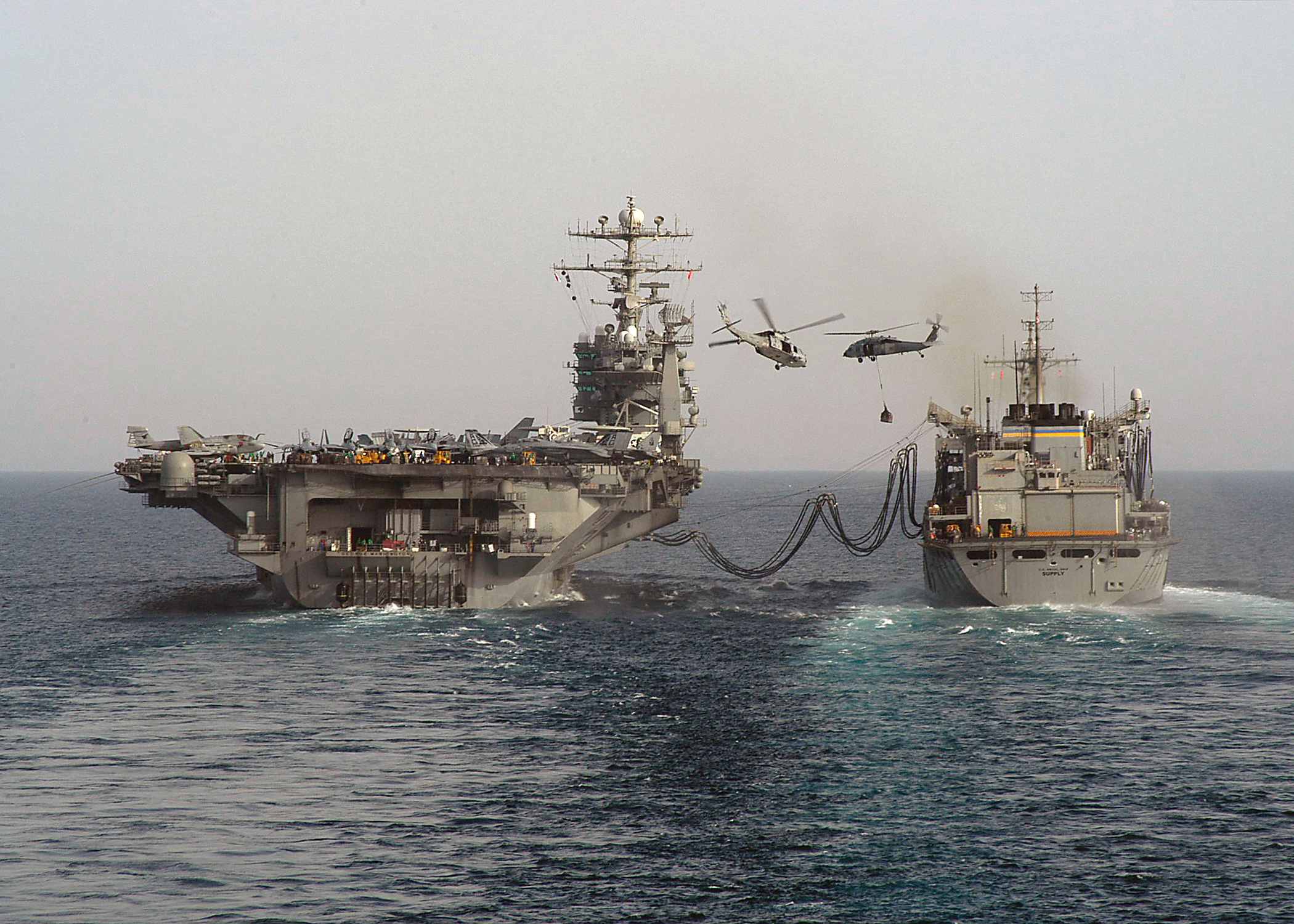
Gleichzeitige Querab- und Hubschrauberversorgung für die George Washington: Während Kraftstoff mittels mehrerer Schläuche übergeben wird, transportieren zwei Hubschrauber im Pendelverkehr Güterpaletten

In der U.S.Navy und anderen Marinen mit großen Versorgungsschiffen werden feste Versorgungsgüter häufig während der Übergabe des Kraftstoffs mit Hubschraubern transferiert. Dieses als Vertical Replenishment (VERTREP) bezeichnete Verfahren ist schneller als die Übergabe von Paletten mittels Geschirr.